# Euthalia jamida
Euthalia jamida är en fjärilsart som beskrevs av Hans Fruhstorfer 1906. Euthalia jamida ingår i släktet Euthalia och familjen praktfjärilar. Inga underarter finns listade i Catalogue of Life.